# From the Choirgirl Hotel
From the Choirgirl Hotel ist das vierte Studioalbum von Tori Amos. Es wurde allein von ihr produziert und erschien am 1. Mai 1998 bei Atlantic Records.

## Produktion
Während ihrer ausgedehnten Dew Drop Inn Tour zum Album Boys for Pele war Amos der fantastische Sound aufgefallen. Sie erkundigte sich nach dem verantwortlichen Toningenieur, Mark Hawley, und verliebte sich in ihn. Bereits für ihre Tour im Jahr 1994 hatte sie ihn als Techniker für den Live-Sound verpflichtet. Gegen Ende der Tour, im November 1996, erfuhr Amos, dass sie ein Kind mit Hawley erwartete. Sie beschloss, eine Auszeit von der Musik zu nehmen. Im dritten Monat der Schwangerschaft verlor sie das Kind durch eine Fehlgeburt, eine weitere hatte sie fünf Monate später. Anfang des Jahres 1997 fing sie wieder an, Songs zu schreiben. Während dieser Zeit wurde neben ihrem Haus in Cornwall ihr Aufnahmestudio Martian Engineering in einer alten Scheune aufgebaut, wo die Aufnahmen zu From the Choirgirl Hotel im September 1997 begannen.
Amos wollte von ihrem üblichen Vorgehen des „Mädchens und ihres Klaviers“ abweichen, bei dem die Instrumente über ihre fertigen Aufnahmen gelegt wurden, und stattdessen live mit einem Schlagzeuger arbeiten. Nachdem sie ihrem früheren Partner, Eric Rosse, davon erzählt hatte, empfahl dieser Matt Chamberlain, mit dem die Zusammenarbeit auch sofort funktionierte. Bis zum Jahr 2009 und dann wieder ab dem Jahr 2020 hat er an Amos’ Alben mitgewirkt.
Alle Stücke wurden live im Wesentlichen mit Chamberlain, dem Gitarristen Steve Caton, den Bassisten Justin Meldal-Johnsen und George Porter Jr. sowie dem Programmierer Andy Gray aufgenommen. In ihnen hatte Amos Musiker gefunden, die ihren Sinn für Timing und ihre Vorliebe für Dramatik teilten.
So entstanden die ersten Aufnahmen mit einer richtigen Band, und das Bösendorfer Klavier trat in den Hintergrund. Die Songs setzen sich aus balladesken Elementen, aber auch aus Versatzstücken von Rock, Ambient und Electro zusammen. Verweise auf ihre Fehlgeburt tauchen immer wieder auf, aber selten auf einfache Art und Weise. Mehrere Songs handeln von dem Kind, das sie verloren hat, oder sind an dieses gerichtet.
Die Aufnahmen und das Abmischen durch Hawley und Marcel van Limbeek endeten nach fünf Monaten, und als „Abschluss“ heirateten Amos und Hawley am 22. Februar 1998.
Amos sagte, ihre neue Platte sei ein Ort, an dem die Songs leben und sich aufhalten, ein Hotel; je nachdem, mit welchem Lied man das Hotel betreten würde, bekäme man einen ganz anderen Eindruck von den einzelnen Räumen. Sie kam zu dem Namen des Albums, weil sie nicht wusste, ob sie von dort aus Depeschen schicken oder zu ihrer Truppe gehören würde und sie sie manchmal mit ihnen Alt singen lassen würden.
Das Plattencover zeigt Ganzkörper-Farbfotokopien von Amos. Es wurde von der Künstlerin Katerina Jebb erstellt. die ein System entwickelt hat, um mit Hilfe von Haushaltsscannern Objekte zu digitalisieren und eine originalgetreue Wiedergabe des Originals zu erhalten.
Im Rahmen einer Werbeaktion für Plattenkäufer erhielten diese exklusiv und kostenlos den Bonustrack Merman zum Herunterladen im Internet – das erste Mal, dass so etwas gemacht wurde.
Das Album stieg in den USA auf Platz 5 der Charts ein und verkaufte sich in der ersten Woche etwa 153.000 Mal.
Ein Clip für Spark wurde vom 21. bis 24. März 1998 in Großbritannien von Videoregisseur James Brown gedreht.
Nach drei Welttourneen nur mit Klavier wusste Amos, dass sie, nach diesem rhythmischen Album, nicht einfach so weitermachen konnte. Auf den 88 Konzerten der Plugged Tour von April bis Dezember 1998 wurde sie von Gitarrist Steve Caton, Bassist Jon Evans und Schlagzeuger Matt Chamberlain begleitet; hinzu kamen die etwa 40 Crew-Mitglieder. Es war das erste Mal, dass Amos auch in Arenen spielte.

## Die Sicht von Tori Amos
Nach der ersten Fehlgeburt fühlte Amos sich völlig leer vom Leben. Sie verbrachte viel Zeit am Fluss, beobachtete stundenlang das Wasser und sah, wie der Fluss selbst seinen eigenen Rhythmus hatte; sie wusste, dass sie diesen Rhythmus in sich selbst finden musste. Nach einiger Zeit setzte sie sich ans Klavier und versuchte zu spielen, was sie gefühlt und gesehen hatte. Allerdings war die Fehlgeburt nicht das Thema des ganzen Albums. Nach Amos’ Worten handelt es von der Lebenskraft.
Amos wollte auch mit anderen Musikern spielen, anstatt sie nur um sich herum spielen zu lassen, um auch als Musiker wachsen zu können. Außerdem wolle sie einen Sound, der aus den Lautsprechern krieche, der die Welt des Hörers rocken würde, selbst wenn dieser nur eine beschissene Anlage habe.

## Titelliste
Alle Titel wurden von Tori Amos geschrieben.
1. Spark – 4:14
2. Cruel – 4:07
3. Black-Dove (January) – 4:38
4. Raspberry Swirl – 3:58
5. Jackie’s Strength – 4:26
6. i i e e e – 4:07
7. Liquid Diamonds – 6:21
8. She’s Your Cocaine – 3:42
9. Northern Lad – 4:19
10. Hotel – 5:19
11. Playboy Mommy – 4:08
12. Pandora’s Aquarium – 4:46

## Rezeptionen

### Rezensionen
Robert Christgau stufte es als „Blindgänger“ ein. Für den Sydney Morning Herald war Amos interessanter als Fiona Apple, aber nicht immer so interessant wie Tori Amos.
Victoria Segal schrieb im New Musical Express, dass das Album bei aller Leidenschaft und Intensität etwas seltsam Träges an sich habe, als ob all die Emotionen in der toten Luft einer Glühbirne aufgezeichnet worden wären und das Publikum durch das Glas schaue und aufgefordert würde, Amos zu bewundern und mit ihr zu sympathisieren.
James Hunter schrieb im Rolling Stone, sich auf einen Liedtext beziehend, dass das Album die logische Konsequenz aus dem sei, was Amos das ganze Jahrzehnt über gemacht habe – in mehr als einer Hinsicht in Kathedralen zu schreien.
Ryan Schreiber meinte in Pitchfork, während das Album einige von Amos’ weniger interessanten Darbietungen beherbergen würde, zeige es auch gelegentlich elektrisierende Arbeit; er hoffe, dass es den Übergang zu etwas Größerem und Besserem markieren würde, aber wir uns nicht zu sehr auf diese Idee versteifen sollten.
Stephen Thomas Erlewine schrieb für AllMusic, dass From the Choirgirl Hotel wesentlich zugänglicher als sein unmittelbarer Vorgänger sei und Amos damit beweisen würde, dass sie mit ein wenig klanglichen Experimenten und Kraft genauso stark und kraftvoll wie jeder moderne Rockkünstler sei.
Sarah Vowell meinte im Magazin SPIN, dass die Hörer des Albums in alte und liebgewonnene Gewohnheiten zurückfinden würden wie Herumtanzen und Mitsingen.
Alex Macpherson meinte im Guardian zu dem Album, dass es immer noch niemanden geben würde, der auch nur annähernd so sei wie Amos.
Christopher John Farley schrieb in Time, dass From the Choirgirl Hotel das beste und mutigste Album in Amos’ Karriere sei; ihre früheren oft irritierend ätherisch gewesen seien; hier unterstreiche eine volle Band Amos’ Klavier und verleihe ihrer Musik eine neue Dringlichkeit; man sei nicht mehr nur Zuschauer von ihrer Leidenschaft, sondern würde von der Kraft und Energie der Musik mitgerissen.
Catherine Eade meinte in Music Week, dass das Album viele der dunklen Elemente enthalte, die man von der Frau erwartet, die ihren Lebensunterhalt damit verdient hat, ihre Seele zu entblößen, aber es würde eine positive Grundstimmung und einen Reichtum in der Musik geben, die ihre vorherigen drei Alben nicht hatten.

### Chartplatzierungen
| ChartsChartplatzierungen       | Höchstplatzierung | Wochen |
| ------------------------------ | ----------------- | ------ |
| Deutschland (GfK)              | 13 (11 Wo.)       | 11     |
| Österreich (Ö3)                | 11 (8 Wo.)        | 8      |
| Schweiz (IFPI)                 | 31 (5 Wo.)        | 5      |
| Vereinigte Staaten (Billboard) | 5 (20 Wo.)        | 20     |
| Vereinigtes Königreich (OCC)   | 6 (6 Wo.)         | 6      |

| ChartsJahrescharts (1998)      | Platzierung |
| ------------------------------ | ----------- |
| Vereinigte Staaten (Billboard) | 148         |

### Auszeichnungen für Musikverkäufe
| Land/Region                  | Auszeichnungen für Musikverkäufe (Land/Region, Auszeichnung, Verkäufe) | Verkäufe  |
| ---------------------------- | ---------------------------------------------------------------------- | --------- |
| Kanada (MC)                  | Gold                                                                   | 50.000    |
| Vereinigte Staaten (RIAA)    | Platin                                                                 | 1.000.000 |
| Vereinigtes Königreich (BPI) | Gold                                                                   | 100.000   |
| Insgesamt                    | 2× Gold · 1× Platin ·                                                  | 1.150.000 |